# Chaetophiloscia glandulifera
Chaetophiloscia glandulifera is een pissebed uit de familie Philosciidae. De wetenschappelijke naam van de soort is voor het eerst geldig gepubliceerd in 1909 door Verhoeff.